# Корпуана аякучоанська
Корпуа́на аякучоанська (Asthenes ayacuchensis) — вид горобцеподібних птахів родини горнерових (Furnariidae). Ендемік Перу. Раніше вважався конспецифічним з рудогорлою корпуаною, однак за результатами молекулярно=генетичного дослідження, які показали, що аякучоанська корпуана є генетично ближчою до перуанської корпуани, був визнаний окремим видом.

## Поширення і екологія
Аякучоанські корпуани відомі з трьох невеликих долин в перуанських Андах на сході регіону Аякучо. Імовірно, досі невідомі популяції цього виду можуть мешкати від долини річки Мантаро до долин річок Тамбо і Пампа. Аякучоанські корпуани живуть на узліссях вологих гірських тропічних лісів, на високогірних луках та у високогірних чагарникових заростях.